# Ахангаран (город)
Ахангара́н (узб. Ohangaron / Оҳaнгарон, от тадж. Оҳaнгарон - "Кузнецы") — город в Ташкентской области Узбекистана, административный центр Ахангаранского тумана (района).

## История
Посёлок Ахангаран возник на месте населённого пункта Ахангяран, заселённого в основном узбеками и таджиками (тадж. «Оҳaнгарон» переводится как «Кузнецы»).
Официально населённый пункт Ахангяран получил статус посёлка в 1960 году в связи с началом строительства цементного завода. Статус города был присвоен в 1966 году. Имел статус города областного подчинения, а с 2010 года находится в районном подчинении.

## География
Расположен у отрогов Кураминского хребта на реке Ахангаран (другое название реки — Ангрен). Высота над уровнем моря — 567 метров.

## Инфраструктура
Ахангаран имеет важное промышленное значение для Узбекистана. Есть железнодорожная станция, расположенная на ветке Ташкент — Ангрен.
В городе находятся крупные предприятия: цементный (открыт в 1966 году) и шиферный заводы; завод железобетонных изделий; завод «Сантехлит» (закрыт в 1996 году); комбинаты асбестоцементных и теплоизоляционных изделий, строительных материалов и изделий из пластмасс; кирпичное производство; производство резинотехнических изделий, хлопчатобумажных нитей и пряжи.
Также имеется инфраструктура для проживания и благоустройства — дома, детсады, школы, банковские учреждения и авиакассы.

## Хоким
Музаффар Ражаббоев на внеочередной сессии Кенгаша народных депутатов Ахангарана был избран в качестве нового руководителя города.
Перед вступлением в должность хокима осуществлял руководство отделом в Министерстве по сокращению бедности и занятости Республики Узбекистан.
Сменил на данном посту Акрома Эшонкулова, занимавшего данную должность с июня 2020 года.

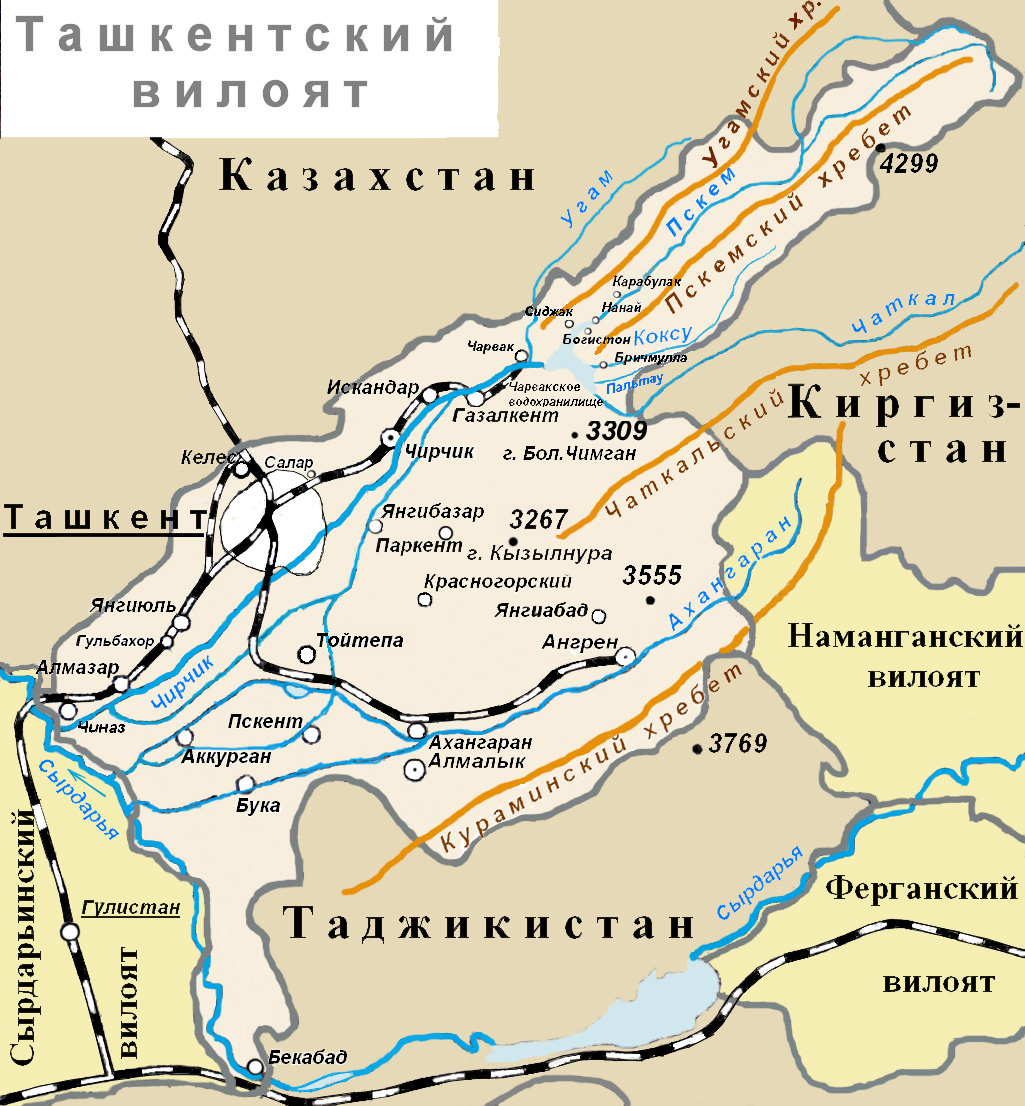
Карта-схема Ташкентской области (вилоята)